# Nederland zoemt
Nederland zoemt is een project dat de voedselvoorziening en nestgelegenheid van wilde bijen stimuleert. 
Het is een samenwerking tussen LandschappenNL, Natuur & Milieu, IVN en Naturalis en wordt financieel gesteund door de Nationale Postcode Loterij. Ook commerciële partijen als Lidl en Hero hebben zich bij het project aangesloten.
Nederland zoemt rijkt aan gemeenten het predicaat bijvriendelijke gemeente uit, geeft advies en verschaft educatie.